# Itoshi Kimi e ~ To The One I Love ~
Itoshi Kimi e ~ To The One I Love ~ (愛し君へ, A Celui que J'aime) est une série drama télévisée japonaise qui a été diffusée du 19 avril 2004 au 28 juin 2004 sur Fuji TV.

## Synopsis
"Quelle serait votre réaction si la personne que vous aimez le plus venait à perdre la vue en l'espace de trois mois ?
 Aimeriez-vous qu'il vous voit une dernière fois ?"
Shiki Tomoyama est une jeune pédiatre récemment diplômée. Lors des obsèques de son ami Toshiya, elle va rencontrer le frère aîné de ce dernier, Shunsuke, un photographe professionnel pour des magazines de mode.
Très vite, une relation amicale et amoureuse s'installe entre eux.
Mais Shunsuke découvre qu'il est atteint de la maladie de Behçèt, qui le contraint à devenir aveugle dans les 3 mois qui suivent…

## Liste des épisodes
L'ending, intitulé Ikitoshi ikeru mono e, est interprété par le chanteur de J-Pop Naotaro Moriyama.

### Personnages
Shiki Tomokawa  (interprétée par Miho Kanno)
Shunsuke Azumi (interprété par Fujiki Naohito)
Ai Asakura (interprétée par Misaki Ito)
Shingo Orihara (interprété par Hiroshi Tamaki)

## Fiche Technique

### Distribution
- Miho Kanno : Shiki Tomokawa
- Naohito Fujiki : Shunsuke Azumi
- Misaki Itō : Ai Asakura
- Hiroshi Tamaki : Shingo Orihara
- Mirai Moriyama : Mitsuo Tomokawa
- Saburō Tokitō : Keisuke Furuya
- Kaoru Yachigusa : Azumi Yoshie
- Shigeru Izumiya : Tomokawa Tetsuo
- Tomoka Kurotani : Takaizumi Asako
- Kaho : Yoshie Ayana
- Ken'ichi Yajima : Ogasawara Yukihiko

### Production
- Scénaristes: Sakamoto Yuji
- Producteur: Yabuki Azuma, Sekiya Masayuki, Sugio Atsuhiro
- Réalisateur: Mizuta Narihide, Hayashi Toru
- Musique: Yokoyama Masaru
- Chaine: Fuji TV
- Épisodes: 11
- Durée: 46 minutes
- Jour et Heure de Diffusion: Lundi, 21h
- Période: Spring/Printemps 2004

### Audience
Le drama a rassemblé 16 910 téléspectateurs en moyenne.

### Musique
- Insert Song
  - Sakura, Naotaro Moriyama
  - Itoshi kimi e, Naotaro Moriyama